# Asterocampa proserpina
Asterocampa proserpina är en fjärilsart som beskrevs av Samuel Hubbard Scudder 1868. Asterocampa proserpina ingår i släktet Asterocampa och familjen praktfjärilar. Inga underarter finns listade i Catalogue of Life.